# 溱州 (隋朝)
溱州，隋朝时设置的州。
仁寿四年（604年），改豫州置，治所在上蔡县（大业初改名汝阳县，今汝南县）。“取城南溱水为名”（《太平寰宇记》）。辖境相当今河南省淮河以北及汝河、洪河中下游地区。大业二年（606年）改为蔡州。